# Ейгенфельдська волость
Ейгенфельдська волость — адміністративно-територіальна одиниця Мелітопольського повіту Таврійської губернії.
Станом на 1886 рік складалася з 6 поселень, 6 сільських громад. Населення — 4127 осіб (2040 чоловічої статі та 1987 — жіночої), 361 дворове господарства.
|                     | Площа, десятин | У тому числі орної, десятин |
| ------------------- | -------------- | --------------------------- |
| Сільських громад    | 17054          | 8897                        |
| Приватної власності | 7868           | 434                         |
| Іншої власності     | 123            | 120                         |
| Загалом             | 25045          | 9451                        |

Поселення волості:
- Ейгенфельд — колонія німців при ярах за 25 верст від повітового міста, 660 осіб, 46 дворів, школа. За 8 верст — поштова станція. За 15 верст — черепичний завод, цегельний завод.
- Олександрфельд — колонія німців, 573 особи, 49 дворів, школа.
- Дормштадт — колонія німців, 981 особа, 65 дворів, школа, цегельний завод.
- Кайзерталь — колонія німців при річці Малий Утлюк, 767 осіб, 63 двори, школа, лавка.
- Марієнфельд — колонія німців, 531 особа, 43 двори, школа.
- Чехоград — колонія німців, 515 осіб, 95 дворів, школа.